# Eparquía de Križevci
La eparquía de Križevci (en latín: Eparchia Crisien(sis) y en croata: Križevačka eparhija) es una circunscripción eclesiástica bizantina de la Iglesia bizantina católica de Croacia y Serbia perteneciente a la Iglesia católica en Croacia, Bosnia y Herzegovina y Eslovenia, sufragánea de la arquidiócesis de Zagreb. La eparquía tiene al obispo Milan Stipić como su ordinario desde el 8 de septiembre de 2020. 
En el Anuario Pontificio la Santa Sede usa el nombre Križevci per i fedeli di rito bizantino.

## Territorio y organización

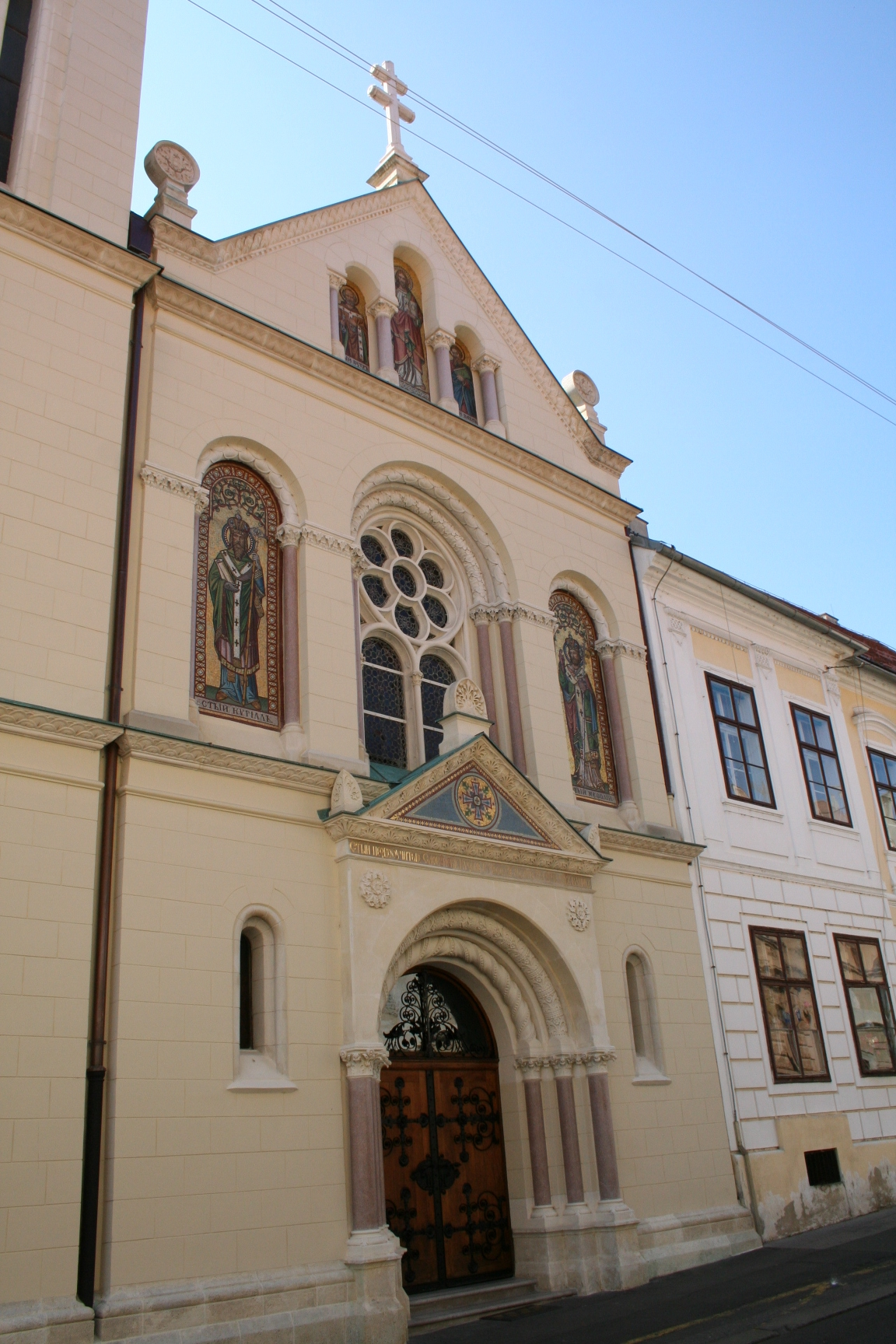
Concatedral de los Santos Cirilo y Metodio

La eparquía extiende su jurisdicción sobre los fieles católicos de rito bizantino residentes en Croacia, Bosnia y Herzegovina y Eslovenia. 
La sede de la eparquía se encuentra en la ciudad de Zagreb en donde se halla la Concatedral de los Santos Cirilo y Metodio. En Križevci se encuentra la Catedral de la Santísima Trinidad. 
En 2019 en la eparquía existían 46 parroquias agrupadas en 4 vicarías: Žumberak, Bosnia y Herzegovina, Eslavonia-Sirmia y Dalmacia, cada una con un sincelo al frente.
Vicaría de Žumberak (Žumberački vikarijat)
Comprende el centro de Croacia (condados de Karlovac, Krapina-Zagorje, Zagreb, Bjelovar-Bilogora, Koprivnica-Križevci y la Ciudad de Zagreb) y la totalidad de Eslovenia. Fue fundada el 15 de abril de 1978 y estuvo vacante desde 1983 hasta 2009. Se compone de 2 deanatos.
- Žumberački dekanat con 9 parroquias en Croacia y Eslovenia:
  - Župa Rođenja sv. Ivana Krstitelja en Grabar en Croacia
  - Župa sv. Antuna Pustinjaka en Kašt en Croacia
  - Župa sv. Petra i Pavla en Mrzlo Polje en Croacia
  - Župa Uznesenja presvete Bogorodice en Pećno en Croacia
  - Župa Uskrsnuća Gospodnjega en Radatovići en Croacia
  - Župa sv. Petra i Pavla en Sošice en Croacia
  - Župa sv. Jurja en Stojdraga en Croacia
  - Župa Rođenja presvete Bogorodice en Drage en Eslovenia
  - Župa sv. Ćirila i Metoda en Metlika en Eslovenia
- Stolni dekanat con 7 parroquias en Croacia:
  - Župa Preobraženja Gospodnjega en Jastrebarsko
  - Župa Uzvišenja svetoga Križa en Karlovac
  - Župa Presvete Trojice en Križevci
  - Župa Muka presvete Bogorodice en Samobor
  - Župa Blagovijesti en Pribić
  - Župa Krista Kralja en Stenjevec
  - Župa sv. Ćirila i Metoda en Zagreb

Tiene además un centro pastoral en Jastrebarsko y un centro espiritual en Samobor.
Vicaría de Eslavonia-Sirmia (Slavonsko srijemski vikarijat)
Comprende todas las parroquias en la parte nororiental de Croacia (condados de Brod-Posavina, Varaždin, Sisak-Moslavina, Osijek-Baranya, Vukovar-Sirmia, Međimurje, Virovitica-Podravina y Požega-Eslavonia). Fue fundada el 15 de abril de 1978 como Eslavonia-Bosnia y dividida y renombrada en 2005, pero reactivada el 26 de octubre de 2009. La mayoría de sus fieles son ucranianos y rusniacos. Se compone de 2 deanatos.
- Slavonski dekanat con 7 parroquias:
  - Župa Uznesenja Bogorodice na nebo en Gornji Andrijevci
  - Župa Rođenja presvete Bogorodice en Kaniža
  - Župa Bezgrešnog začeća presvete Bogorodice en Lipovljani
  - Župa Krista Kralja en Osijek
  - Župa sv. Jozafata en Sibinj
  - Župa Uzvišenja časnoga Križa en Slavonski Brod
  - Župa Uznesenja presvete Bogorodice na nebo en Šumeće)
- Vukovarski dekanat con 8 parroquias:
  - Župa Glavosijeka sv. Ivana Krstitelja en Berak
  - Župa Glavosjeka sv. Ivana Krstitelja en Donji Andrijevci
  - Župa Rođenja presvete Bogorodice en Mikluševci
  - Župa Pokrova presvete Bogorodice en Petrovci
  - Župa sv. Dimitrija en Piškorevci
  - Župa sv. Jozafata en Rajevo Selo
  - Župa Uzvišenja časnoga Križa en Vinkovci
  - Župa Krista Kralja en Vukovar

Vicaría de Bosnia y Herzegovina (Grkokatolički vikarijat u Bosni i Hercegovini)
Comprende en Bosnia y Herzegovina 10 parroquias:
- - Parohija Krista Kralja en Bania Luka
  - Parohija sv. Jozafata en Cerovljani
  - Parohija Uznesenja presvete Bogorodice en Derventa
  - Parohija Uznesenja presvete Bogorodice en Devetina
  - Parohija Rođenja presvete Bogorodice en Kamenica
  - Parohija Presvete Euharistije en Kozarac
  - Parohija Pokrova presvete Bogorodice en Lepenica
  - Parohija sv. Petra i Pavla en Lišnja
  - Parohija Preobraženja Gospodnjega en Prnjavor
  - Župa Uzašašća Gospodnjega en Dubrava Stara

Tiene además un centro espiritual en Prnjavor. Fue creada en 2005 y reactivada el 26 de octubre de 2009. Los fieles son ucranianos y hay solo unas pocas familias de greco-católicos de Žumberak. 
Vicaría de Dalmacia (Dalmatinski vikarijat)
Fue fundada en 1836 e incluyó la capellanía militar de Zadar. Está vacante desde 1942 y en 2009 comenzó su reactivación. Está bajo la administración del párroco de Jastrebarsko de la vicaría de Žumberak y cuenta con unos 600 fieles emigrados al área. Sus tres parroquias históricas permanecen vacantes (Kričke, Baljci y Vrlika). Comprende en Istria y Dalmacia los condados de Primorje-Gorski Kotar, Lika-Senj, Istria, Zadar, Šibenik-Knin, Split-Dalmacia y Dubrovnik-Neretva.

## Historia

### Previa a la creación de la eparquía de Križevci
La evangelización de los serbios se hizo oficial cuando el kniaz Mutimir Vlastimirović aceptó la soberanía bizantina y adoptó el cristianismo, por lo que el patriarca Ignacio de Constantinopla creó la diócesis de Ras en 871.
Las guerras con el Imperio otomano hicieron que a fines del siglo XVI y principios del siglo XVII algunos serbios de Dalmacia y de Bosnia pertenecientes a la Iglesia ortodoxa serbia se establecieran en áreas controladas por el Reino de Hungría en Croacia y Eslavonia. La primera emigración significativa fue entre 1530 y 1539 cuando un gran número de uscocos de las áreas circundantes de Glamoč en Bosnia y de la cuenca del río Cetina en el interior de Dalmacia fueron trasladados a Žumberak. Entre ellos había sacerdotes ortodoxos. La siguiente migración fue a finales del siglo XVI, estableciéndose en la Frontera militar. En 1609 el patriarcado ortodoxo serbio creó la eparquía de Vretanija (Vretanijska eparhija) con sede en el monasterio de San Miguel Arcángel de Marča (creado ese año sobre el destruido monasterio católico de Todos los Santos, cerca de Čazma), siendo su primer obispo Simeón Vratanja (otros autores creen que la eparquía fue creada entre 1578 y 1597). Esta eparquía era la más occidental del patriarcado y cubría a todos los serbios ortodoxos de Croacia. Sus derechos de permanencia fueron garantizados por el emperador Fernando III de Habsburgo con el estatuto Satuta Valachorum.
En 1609 Martin Dobrović, capellán de la guarnición alemana en Ivanić y serbio converso al catolicismo, recibió autorización del papa Pablo V para convertir a la fe católica a los emigrados serbios. Como los monjes de Marča estuvieron de acuerdo en reconocer al papa, Dobrović convenció a Vratanja de viajar con él a Roma, en donde firmó el 19 de noviembre de 1611 con el cardenal Roberto Belarmino el reconocimiento de la jurisdicción papal tomando como modelo la Unión de Brest bajo los términos del Concilio de Florencia, lo que fue confirmado por el papa Pablo V el 21 de noviembre de 1611 con el decreto Divinae Majestatis arbitrio. Por este decreto fue creada la eparquía de Marča (Maciensum y en serbio: Марчанска епархија) o eparquía de Svidnik (Svidnička eparhija) involucrando a unos 60 000 serbios ortodoxos de Eslavonia, Croacia y Hungría, pero principalmente de la Frontera militar del Sacro Imperio Romano Germánico. El papa reconoció también en el decreto al monasterio de San Miguel Arcángel de Marča todos los privilegios que tenía el monasterio de Todos los Santos y nombró a Vratanja como su archimandrita.
Como la eparquía estaba en el territorio de la diócesis de Zagreb, en 1628 se produjo un conflicto entre ambas diócesis hasta que en 1671 la eparquía fue rebajada a vicaría general de la diócesis de Zagreb. Los eparcas de Marča pasaron a ser obispos auxiliares y el papa los nombró obispos titulares de Plataea. El 17 de noviembre de 1735 monjes ortodoxos serbios ocuparon por la fuerza el monasterio de Marča y el 17 de junio de 1737 lo incendiaron cuando una decisión judicial los obligó a devolverlo, por lo que la administración de la vicaría general se trasladó en Pribić.
En 1751 se asentaron en Voivodina ucranianos y rusniacos greco-católicos de Transcarpatia, desde donde en el siglo XVIII pasaron a Eslavonia Oriental.

### Creación de la eparquía de Križevci
Luego de períodos de tensión entre católicos y ortodoxos serbios, a instancias de la emperatriz María Teresa I de Austria, el 17 de junio de 1777 con la bula Charitas illa el papa Pío VI creó la eparquía de Križevci, para los católicos bizantinos en los territorios húngaros de Croacia y Eslavonia. El 23 de junio de 1777 fue designado su primer eparca, Vasilije Božičković. El obispo eparca pasó a ser sufragáneo de la archidiócesis de Estrigonia, primada de Hungría, hasta el 11 de diciembre de 1852 en que pasó a ser sufragánea de la nueva arquidiócesis metropolitana de Zagreb. La sede del eparca estuvo en Gornji Tkalec hasta que en 1801 pasó a Križevci.
La unión con los ortodoxos de Dalmacia se efectivizó en 1832 cuando 3 párrocos de la eparquía ortodoxa de Šibenik: Peter Krička —pastor de Kričke—, Marko Bušovice Krička —pastor de Baljci— y Pacomio Krička —pastor de Vrlika— con sus fieles decidieron entrar en comunión con la Iglesia católica. En enero de 1835 fueron consagradas las iglesias de la Santa Virgen en Kričke y de la Transfiguración del Señor en Baljci. En 1846 eran 878 fieles y luego declinó su número hasta desaparecer durante la Segunda Guerra Mundial cuando las iglesias de Kričke y de Baljci fueron quemadas y destruidas por los chetniks en 1942, quedando inactivo el vicariato de Dalmacia. En 2010 comenzó su reconstrucción.
En 1890 comenzaron a establecerse en Bosnia y Herzegovina, entonces parte del Imperio austrohúngaro, fieles greco-católicos ucranianos de Galitzia, que en pocos años llegaron a unos 10 000. Estos fieles contaban con sacerdotes llegados de Galitzia y en 1900 fueron incluidos en la eparquía de Križevci. En 1902 fueron visitados por el archieparca de Leópolis, Andrey Sheptytsky, quien solicitó a la Santa Sede que le permitiera nombrarles un vicario. En 1909 la solicitud fue aceptada y Josip Zuka fue designado vicario general de los greco-católicos de rito ucraniano en Bosnia y Herzegovina, quedando separada de la eparquía de Križevci. En 1914 el papa creó la administración apostólica para los greco-católicos rutenos de Bosnia y Herzegovina (Administratio apostolica catholicorum graeco rutheni ritus in Bosnia et Herzegovina) nombrando al canónigo de la arquidiócesis de Leópolis, Aleksey Bazyuk, como administrador apostólico. La sede fue establecida en Sarajevo hasta que en 1916 fue trasladada a Bania Luka. El nombre ruteno era todavía común en la nomenclatura eclesial para designar a lo que hoy son greco-católicos ucranianos y rutenos. En 1924 la administración apostólica fue abolida y su territorio incorporado a la eparquía de Križevci.
Los límites de la eparquía se ampliaron en la medida en que el Imperio austrohúngaro aumentó su territorio en los Balcanes. Al finalizar la Primera Guerra Mundial, en 1918 fue creado el Reino de los Serbios, Croatas y Eslovenos (Yugoslavia desde 1929), y todos los católicos de rito bizantino de ese país quedaron bajo jurisdicción de la eparquía de Križevci. Se incluyó al pequeño número de macedonios greco-católicos que pertenecieron al vicariato apostólico de Macedonia, suprimido en 1926, y a un pequeño grupo de greco-católicos rumanos del Banato que utilizan el eslavo eclesiástico.
La eparquía reunió a greco-católicos de 6 grupos étnicos distintos, pero de tradición bizantina eslavónica: croatas de la villa de Žumberak; rutenos en Eslavonia, Voivodina y norte de Bosnia; ucranianos; serbios; macedonios eslavos en Macedonia; y rumanos en Voivodina.
Luego de la disolución de Yugoslavia, cedió porciones de su territorio para la creación de circunscripciones eclesiásticas de rito bizantino instituidas en alguno de los nuevos estados formados: el 11 de enero de 2001 para la creación del exarcado apostólico de Macedonia (hoy eparquía de la Asunción de la Santísima Virgen María en Strumica-Skopie) mediante la bula Communitates ecclesiales del papa Juan Pablo II; y el 28 de agosto de 2003 para la creación del exarcado apostólico de Serbia y Montenegro (hoy eparquía de San Nicolás de Ruski Krstur).

## Estadísticas
De acuerdo al Anuario Pontificio 2020 la eparquía tenía a fines de 2019 un total de 21 000 fieles bautizados.
| Año                                                                             | Población            | Población | Población      | Sacerdotes | Sacerdotes    | Sacerdotes    | Bautizados por sacerdote | Diáconos permanentes | Religiosos | Religiosos | Parroquias |
| Año                                                                             | Bautizados católicos | Total     | % de católicos | Total      | Clero secular | Clero regular | Bautizados por sacerdote | Diáconos permanentes | Varones    | Mujeres    | Parroquias |
| ------------------------------------------------------------------------------- | -------------------- | --------- | -------------- | ---------- | ------------- | ------------- | ------------------------ | -------------------- | ---------- | ---------- | ---------- |
| 1950                                                                            | 55 000               | 15 000    | 0.4            | 62         | 58            | 4             | 887                      |                      | 2          | 55         | 50         |
| 1969                                                                            | 62 000               | ?         | ?              | 60         | 57            | 3             | 1033                     |                      | 5          | 93         | 42         |
| 1980                                                                            | 48 680               | ?         | ?              | 60         | 58            | 2             | 811                      | 1                    | 4          | 112        | 57         |
| 1990                                                                            | 48 870               | ?         | ?              | 62         | 60            | 2             | 788                      | 1                    | 4          | 112        | 57         |
| 1999                                                                            | 48 775               | ?         | ?              | 63         | 61            | 2             | 774                      |                      | 2          | 111        | 50         |
| 2000                                                                            | 48 905               | ?         | ?              | 63         | 61            | 2             | 776                      |                      | 2          | 111        | 50         |
| 2001                                                                            | 42 579               | ?         | ?              | 53         | 52            | 1             | 803                      |                      | 1          | 93         | 45         |
| 2002                                                                            | 37 174               | ?         | ?              | 62         | 58            | 4             | 599                      |                      | 4          | 115        | 53         |
| 2003                                                                            | 42 603               | ?         | ?              | 62         | 58            | 4             | 687                      | 3                    | 4          | 115        | 53         |
| 2004                                                                            | 15 311               | ?         | ?              | 38         | 36            | 2             | 402                      |                      | 2          | 60         | 34         |
| 2009                                                                            | 21 509               | ?         | ?              | 28         | 28            |               | 768                      |                      |            | 58         | 44         |
| 2013                                                                            | 21 270               | ?         | ?              | 33         | 33            |               | 644                      |                      |            | 47         | 46         |
| 2016                                                                            | 21 121               | ?         | ?              | 44         | 44            |               | 480                      |                      |            | 41         | 46         |
| 2019                                                                            | 21 000               |           |                | 47         | 47            |               | 446                      | 1                    |            | 31         | 46         |
| Fuente: Catholic-Hierarchy, que a su vez toma los datos del Anuario Pontificio. |                      |           |                |            |               |               |                          |                      |            |            |            |

## Episcopologio

### Eparcas de Marča
- Simeon Vratanja † (1607-1629)
- Maxim Predojević † (1630-1642)
- Gabrijel Predojević † (1642-1644)
- Vasilije Predojević † (1644-1648)
- Sava Stanislavić † (1648-1661)
- Gabrijel Mijakić † (1663-1670)

### Vicarios generales de Marča
- Pavao Zorčić, O.S.B.M. † (20 de noviembre de 1671[13] -23 de enero de 1685[14] falleció)
- Marko Zorčić † (20 de febrero de 1688[13]-1688)
- Isaija Popović, O.S.B.M. † (5 de noviembre de 1689[13]-1699 falleció)
- Gabrijel Turčinović, O.S.B.M. † (13 de agosto de 1701[13]-1707)
- Grgur Jugović, O.S.B.M. † (20 de junio de 1709[13]-1709)
- Rafael Marković, O.S.B.M. † (2 de enero de 1712[15] -1726)
- Georg Vučinić, O.S.B.M. † (28 de abril de 1729[15]-1733)
  - Silvester Ivanović † (1734-1735)
- Teophil Pašić, O.S.B.M. † (28 de agosto de 1738[16] -15 de mayo de 1745 depuesto)
  - Sede vacante (1745-1752)
- Gabrijel Palković, O.S.B.M. † (4 de agosto de 1752-25 de febrero de 1759 falleció)
- Bazilije Božičković, O.S.B.M. † (4 de septiembre de 1759[17] -17 de junio de 1777 nombrado eparca)

### Eparcas de Križevci
- Bazilije Božičković, O.S.B.M. † (17 de junio de 1777-9 de mayo de 1785[18] falleció)
  - Sede vacante (1785-1789)
- Josaphat Bastašić † (30 de marzo de 1789-28 de agosto de 1793[19] falleció)
  - Sede vacante (1793-1795)
- Silvester Bubanović † (22 de septiembre de 1795-14 de junio de 1810 falleció)
  - Sede vacante (1810-1815)
- Konstantin Stanić † (15 de marzo de 1815-31 de julio de 1830 falleció)
  - Sede vacante (1830-1834)
- Gabrijel Smičklas † (1834-14 marzo de 1856[20] falleció)
- Đorđe Smičklas † (21 de diciembre de 1857-20 de abril de 1881 falleció)
- Ilija Hranilović † (15 de marzo de 1883-16 de marzo de 1889[21] falleció)
  - Sede vacante (1889-1891)
- Julije Drohobeczky † (17 de diciembre de 1891-18 de mayo de 1917 renunció[22])
  - Sede vacante (1917-1920)
- Dionýz Njarady † (1 de mayo de 1920-14 de abril de 1940 falleció)
  - Sede vacante (1940-1942)
- Janko Šimrak † (9 de mayo de 1942-9 de agosto de 1946 falleció)
  - Sede vacante (1946-1960)
- Gabrijel Bukatko † (22 de julio de 1960-2 de marzo de 1961 nombrado arzobispo coadjutor de Belgrado[23])
  - Sede vacante (1961-1983)
- Slavomir Miklovš † (22 de enero de 1983-25 de mayo de 2009 retirado)
- Nikola Kekić (25 de mayo de 2009-18 de marzo de 2019 retirado)
- Milan Stipić, desde el 8 de septiembre de 2020[24]